# Romance on the High Seas
Romance on the High Seas (bra Romance em Alto-Mar) é um filme norte-americano de 1948, do gênero comédia romântico-musical, dirigido por Michael Curtiz e Busby Berkeley e estrelado por Jack Carson e Janis Paige.

## Sinopse
Elvira Kent ia embarcar em um cruzeiro, mas começa a suspeitar que está sendo traída por Michael, o marido. Ela, então, desiste do passeio e cede o lugar para a amiga Georgia Garrett. Enquanto isso, Michael contrata o detetive Peter Virgil para vigiar Elvira durante a viagem, porque ele também suspeita que ela o trai. Só que Peter se apaixona por Elvira...

## Premiações
| Prêmio     | Categoria                             | Recipientes                           | Situação |
| ---------- | ------------------------------------- | ------------------------------------- | -------- |
| Oscar 1949 | Melhor canção original                | Jule Styne, Sammy Cahn ("It's Magic") | Indicado |
| Oscar 1949 | Melhor trilha sonora de filme musical | Ray Heindorf                          | Indicado |

## Elenco
| Ator/Atriz        | Personagem             |
| ----------------- | ---------------------- |
| Jack Carson       | Peter Virgil           |
| Janis Paige       | Elvira Kent            |
| Don DeFore        | Michael Kent           |
| Doris Day         | Georgia Garrett        |
| Oscar Levant      | Oscar Farrar           |
| S. Z. Sakall      | Tio Lazlo Lazlo        |
| Fortunio Bonanova | Plinio                 |
| Eric Blore        | Doutor                 |
| Franklin Pangborn | Recepcionista do hotel |
| Leslie Brooks     | Senhorita Medwick      |
| William Bakewell  | Dudley                 |
| John Berkes       | Bêbado                 |

## Produção
Romance on the High Seas é o primeiro filme de Doris Day e um dos melhores de sua carreira, segundo Ken Wlaschin. Apesar de ser apenas o quarto nome do elenco, o filme transformou-a em estrela, tanto do cinema quanto do rádio.
O papel de Georgia Garrett foi escrito para Judy Garland, mas as negociações com a MGM não avançaram; pensou-se, então, em Betty Hutton, mas ela foi descartada por estar grávida. Foi quando Jule Styne, o compositor do filme, lembrou-se de ouvir Doris cantar "Embraceable You" em uma festa em sua própria casa. Ele levou-a para um teste com Michael Curtiz na Warner Bros. e assim começava a nascer uma estrela.